# Araniella
Araniella – rodzaj pająków należący do rodziny krzyżakowatych. Dotychczas opisano 12 gatunków.

## Gatunki
- Araniella alpica (L. Koch, 1869) — Europa, Azerbejdżan
- Araniella coreana Namkung, 2002 — Korea
- Araniella cucurbitina (Clerck, 1757) — Palearktyka
- Araniella displicata (Hentz, 1847) — Holarktyka
- Araniella inconspicua (Simon, 1874) — Palearktyka
- Araniella jilinensis Yin & Zhu, 1994 — Chiny
- Araniella maderiana (Kulczyński, 1905) — Wyspy Kanaryjskie, Madera
- Araniella opisthographa (Kulczyński, 1905) — Europa, centralna Azja
- Araniella proxima (Kulczyński, 1885) — Holarktyka
- Araniella silesiaca (Fickert, 1876) — Europa
- Araniella tbilisiensis (Mcheidze, 1997) — Gruzja
- Araniella yaginumai Tanikawa, 1995 — Rosja, Korea, Tajwan, Japonia